# Миколай Фрідріх
Миколай Фрідріх (лат. Nicolaus Friderici, пол. Mikołaj Friedrich) — львівський міщанин XV ст., купець. Лавник (1419—1422), райця (1422—1453) та бурмистр Львова (1423). Предок королів Речі Посполитої Михайла Вишневецького та Яна Собеського і митрополита Андрея Шептицького.

## Життєпис
Про походження Миколая Фрідріха інформації мало. Можливо, батьком Миколая був львівський кушнір Фрідріх, який згадується у львівських актах в 1387—1411 рр. 

Миколай Фрідріх вперше згадується як міський лавник в 1419 році. Завдяки успішній торгівлі східним крамом, воском та сукном, Миколай зібрав вагомий маєток, як у Львові, де йому належали кілька кам'яниць (в тім числі на Ринку), маєток зі ставами та млинами за Галицькою брамою, так і в Молдавії, де він мав 2 кам'яниці в столиці Сучаві та виноградники. З акту поділу спадщини, яку залишив по собі Миколай Фрідріх, відомо, що він давав позики молдавським правителям та шляхті під заставу коштовностей.

В 1422 році обраний до міської ради, де провів загалом 31 рік. В 1423 році — бурмистр Львова. Помер приблизно в 1460 році.

## Діти
- Георгій, купець у Львові
- Фрідріх, купець у Львові
- Анна, дружина Миколая з Велюня, львівського купця східним крамом, райці та бурмистра (1453, 1455)
- Євфимія (Фенна), дружина  Януша Кердея гербу Кердея (пол. Janusz Kierdej h.Kierdeja), підкоморія подільского і представника потужного руського шляхетного роду Кердеїв. Серед далеких нащадків від цього шлюбу - королі Речі Посполитої Михайло I Вишневецький[1]  та Ян III Собеський[2] та митрополит Андрей Шептицький[3].

## References
1. ↑  https://www.familysearch.org/tree/pedigree/fanchart/G3D7-S4D
2. ↑  https://www.familysearch.org/tree/pedigree/fanchart/MFMD-Q9X
3. ↑  https://www.familysearch.org/tree/pedigree/fanchart/LBGK-C6S